# SN 1986G
SN 1986G – supernowa odkryta 3 maja 1986 przez Roberta Evansa, znajdująca się w galaktyce Centaurus A w gwiazdozbiorze Centaura, ok. 15 milionów lat świetlnych od Ziemi.